# Józef Żydanowicz
Józef Żydanowicz (ur. 12 stycznia 1909 w Łagiewnikach, zm. 7 grudnia 2000 w Warszawie) – polski uczony, specjalista z zakresu elektroenergetyki i automatyki zabezpieczeniowej, profesor doktor inżynier, wykładowca Wydziału Elektrycznego Politechniki Warszawskiej.

## Życiorys
W 1926 ukończył warszawskie Gimnazjum im. Tadeusza Reytana, a następnie studiował na Wydziale Elektrycznym Politechniki Warszawskiej. Naukę ukończył w 1931, a następnie pracował jako inżynier Działu Sieci w Elektrowni Siersza Wodna. W 1938 został starszym asystentem w Katedrze Urządzeń Elektrycznych na Wydziale Elektrycznym PW, równocześnie pracował jako radca techniczny w Urzędzie Patentowym RP. Po zakończeniu obrony Warszawy został nauczycielem przedmiotu „Urządzenia i sieci elektryczne” na kursach dla monterów i techników, a później w Państwowej Wyższej Szkole Technicznej II stopnia, która zastąpiła zamkniętą Politechnikę. W kwietniu 1942 powstała Państwowa Wyższa Szkoła Techniczna, gdzie Józef Żydanowicz prowadził ćwiczenia z „Urządzeń i sieci elektrycznych” i wykłady z „Encyklopedii urządzeń elektrycznych”. Uczestniczył w powstaniu warszawskim, zgłosił się do Powstańczego Biura Spraw Elektrycznych i wspólnie z inż. Włodzimierzem Hellmanem zajmowali się dostarczaniem energii elektrycznej i oświetlenia do szpitali i punktów medycznych.
Po upadku powstania przedostał się do Krakowa, gdzie pracował w austriackiej firmie Elin. Od lutego do września 1945 kierował warsztatem elektrotechnicznym w Elektrowni Miejskiej w Krakowie, od lipca równocześnie wykładał przedmiot „Urządzenia elektryczne” na Politechnice Śląskiej z siedzibą w Krakowie. W październiku 1945 powrócił do Warszawy, do 1948 był adiunktem w Zakładzie Urządzeń Elektrycznych i zastępcą dziekana Wydziału Elektrycznego ds. weryfikacyjnych. Wykładał również „Elektrotechnikę i instalacje elektryczne” na Wydziale Inżynierii PW i w Szkole Inżynierskiej im. Wawelberga i Rotwanda. Od 1946 był inspektorem technicznym w Wydziale Techniczno-Eksploatacyjnym Zjednoczenia Energetycznego Okręgu Warszawskiego. W 1948 zrezygnował z pracy inspektora i zwolnił się z pracy wykładowcy na Politechnice, rozpoczął wówczas pracę w Dziale Studiów Centralnego Zarządu Energetyki.
W 1951 Szkołę Inżynierską im. Wawelbera i Rotwanda włączono w struktury Politechniki Warszawskiej, a Józef Żydanowicz został powołany na zastępcę profesora na Wydziale Elektrycznym PW. Od 1951 był również szefem Grupy Zabezpieczenia w Zakładzie Wielkich Mocy, a w późniejszym okresie samodzielnym pracownikiem w Zakładzie Urządzeń Rozdzielczych Instytutu Elektrotechniki. W 1953 zainicjował powstanie specjalizacji „Zabezpieczenia przekaźnikowe i automatyka elektroenergetyczna”, w 1955 został docentem, a w 1961 obronił doktorat. W 1963 został profesorem nadzwyczajnym oraz kierownikiem Zakładu Zabezpieczeń i Automatyki Elektroenergetycznej w Katedrze Sieci i Systemów Elektroenergetycznych. W latach 1966–1969 był prodziekanem Wydziału Elektrycznego PW, od 1972 przez sześć lat przewodniczył Komisji Przewodów Doktorskich dla Specjalności Elektroenergetyka. Po reorganizacji uczelni był kierownikiem Zespołu Elektroenergetycznej Automatyki Zabezpieczeniowej w Zakładzie Sieci i Systemów Elektroenergetycznych, w 1975 został profesorem zwyczajnym.
Opublikował ok. 50 publikacji, w tym 9 podręczników, 9 skryptów, 25 artykułów i 4 patenty.
Pochowany na cmentarzu Powązkowskim w Warszawie (kw. 109, rząd V, grób 7).

## Członkostwo
- Centralna Komisja Słownictwa Elektrotechnicznego (1938–52),
- CIGRÉ (od 1958),
- Grupa Ekspertów w Komitecie Elektrotechniki PAN (od 1959),
- PTETiS (od 1966, od 1980 członek honorowy),
- Rada Naukowo-Dydaktyczna Politechniki Wrocławskiej (od 1968).

## Nagrody i odznaczenia
- nagroda resortowa I stopnia (1979);
- nagroda resortowa II stopnia (1967);
- nagroda resortowa III stopnia (1973, 1976, 1984);
- Krzyż Kawalerski Orderu Odrodzenia Polski;
- Medal za Warszawę 1939–1945;
- Medal Zwycięstwa i Wolności 1945;
- Medal 10-lecia Polski Ludowej;
- Medal Komisji Edukacji Narodowej;
- Odznaka Grunwaldzka;
- Złota odznaka „Zasłużony dla Energetyki”.